# 장제사

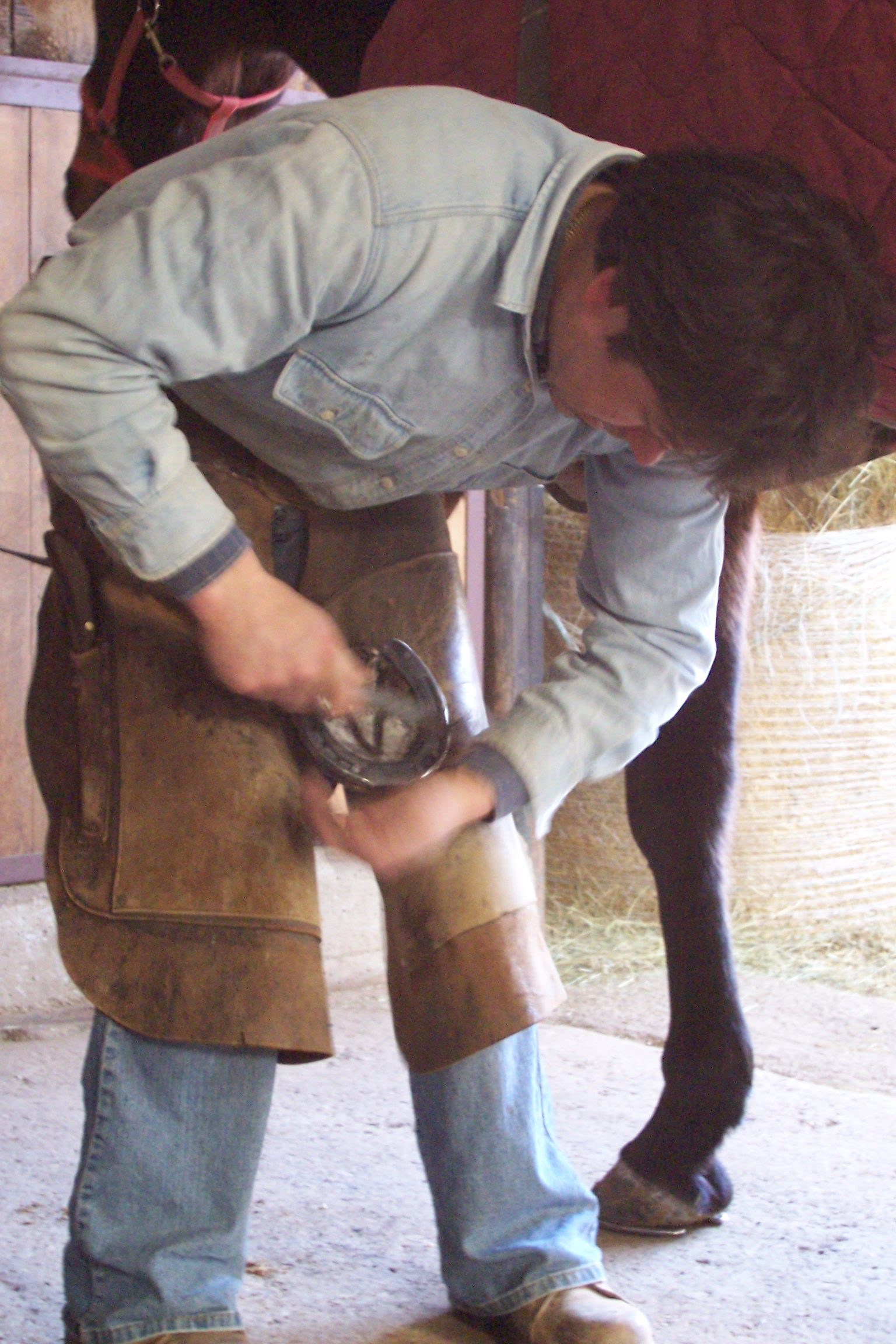
말에 편자를 박고 있다.

장제사(裝蹄師; 영어: Farrier)는 말에 편자를 박는 것만을 전문으로 하는 사람이다. 말의 발굽이나 편자의 상태를 점검해 적합한 편자를 선택한 후 말발굽을 깎거나 편자를 연마해 이를 장착한다.

## 장제의 과정

장제 과정

평균적으로 장제사는 4주에서 6주마다 방문하도록 하는 것이 필요하다. 편자가 닳지 않았다고 하더라도 발굽은 자랄 것이고 또 삭제가 필요하다. 말에 적절한 장제를 하는 것은 비용이 꽤 든다. 그렇다고 돈을 아끼려고 편자를 그대로 놔둬서는 안된다. 부착상태가 좋지 않은 편자는 말에게 고통을 주고 또 영구적인 손상을 유발할 수도 있다. 편자부착은 뜨거운 상태나 차가운 상태에서 행해질 수 있다. 뜨거운 상태에서 하는 경우 장제는 장제사가 편자를 가열하여 발굽에 맞도록 형태를 바꿀 수 있다. 차가운 상태에서 하는 경우는 편자 모양에 단지 작은 변화만 가능하다.

## 같이 보기
- 왕실기병대